# Arctosa otaviensis
Arctosa otaviensis Roewer, 1960 è un ragno appartenente alla famiglia Lycosidae.

## Etimologia
Il nome proprio della specie deriva dal distretto namibiano di rinvenimento degli esemplari: il Distretto elettorale di Otavi, e dal suffisso latino -ensis, che significa: presente, che è proprio lì..

## Caratteristiche
Il cefalotorace è di colore marrone e gli ocelli sono bordati di nero.
Le femmine hanno il bodylenght (prosoma + opistosoma) di 7 millimetri (3 + 4).

## Distribuzione
La specie è stata reperita nella Namibia centrosettentrionale: nei pressi della città di Otavi, capoluogo del distretto omonimo.

## Tassonomia
Al 2016 non sono note sottospecie e dal 1960 non sono stati esaminati nuovi esemplari.